# Kartódromo RBC Racing
O Kartódromo RBC Racing é uma pista de corridas para kart, localizada em Vespasiano, Minas Gerais, que foi construída para substituir o Kartódromo Serra Verde, desapropriado para a construção da Cidade Administrativa de Minas Gerais.
O complexo inclui a pista de Kart, área de estacionamento para uso de pilotos e equipes, boxes e garagens, que são disponibilizadas para aluguel.
A principal área de convivência está no segundo piso e possui ampla visão de grande parte da pista. Nela se encontram a recepção, uma loja especializada em Karts e equipamentos, lanchonete e banheiros.
Junto ao complexo encontra-se também a RBC Preparações de Motores.

## História
Antes de desapropriação do terreno do Kartódromo Serra Verde, a RBC Preparações de Motores arrendava a pista, além de desenvolver seus equipamentos e realizar competições oficiais e amadoras, no kart outdoor. Porém, quando houve a desapropriação, os amantes do kart ficaram sem o Kartódromo Serra Verde para correr. Nesse sentido, apoiado pela FMA (Federação Mineira de Automobilismo), pelo Governo do Estado e do Serra Verde Kart Clube, a RBC resolveu construir o kartódromo.

## O Kartódromo e suas principais atividades
Instalado às margens da rodovia MG-424, com área total de 55 mil m², 9 opções de traçado, no sentido horário e anti-horário, e quase 1200 metros de extensão, a pista foi construída, sob a supervisão de especialistas da Confederação Brasileira de Automobilismo e de um inspetor da Comissão Internacional de Kart, para agradar a todos os gostos.
A pista sedia as provas do Campeonato Mineiro de Kart (CMK), disputa estadual,  e regularmente provas de âmbito nacional, como a Copa Brasil de Kart, o Campeonato Brasileiro de Kart e o Top Kart Brasil.
Em 2015 sediou o Campeonato Sulamericano de Kart. Este evento internacional reuniu mais de 250 pilotos no Kartódromo.

## Kart de aluguel
O kartódromo disponibiliza três opções de aluguel de karts: um kart infantil, com motor de 5HP, um kart adulto, com motor de 13HP, chegando a fazer até 80 km/h e um super kart, com 390cc e 13HP, sendo que somente os pilotos que fizeram voltas em torno de 1.13:30 no kart adulto poderão correr no super kart.

## Localização
O Kartódromo RBC Racing está localizado no km 3 da rodovia MG-424, a menos de dois quilômetros da Linha Verde, e cinco quilômetros da Cidade Administrativa.